# Shakar Pur Baramad
Shakar Pur Baramad es una ciudad censal situada en el distrito de Delhi oriental,  en el territorio de la capital nacional,  Delhi (India). Su población es de 1178 habitantes (2011). 

## Demografía
Según el censo de 2011 la población de Shakar Pur Baramad era de 1178 habitantes, de los cuales 682 eran hombres y 496 eran mujeres. Shakar Pur Baramad tiene una tasa media de alfabetización del 38,16%, inferior a la media estatal del 86,21%: la alfabetización masculina es del 47,48%, y la alfabetización femenina del 24,94%.